# Laureano Macedo
Laureano S. Ascensão de Macedo (Ribeira Brava, 1 de julho de 1978) é um arquivista, bibliotecário e documentalista português a exercer funções no Governo Regional da Madeira e investigador da Universidade de Lisboa.

## Biografia
Laureano S. Ascensão de Macedo é natural da Ribeira Brava (Região Autónoma da Madeira). Em 1979, a família partiu para a Venezuela onde permaneceu até 1987. Fez estudos primários em Caracas e em La Victoria (Aragua), capital do município José Félix Ribas. Na Madeira prosseguiu estudos primários na Escola Básica do 1.º Ciclo com Pré-Escolar Lombo de São João da Ribeira Brava, fez o ensino básico na Escola Básica e Secundária Padre Manuel Álvares e concluiu o ensino secundário na Escola Secundária Jaime Moniz.

## Percurso académico e profissional
Em 1998, Ascensão de Macedo partiu para Lisboa, onde se licenciou em Línguas e Literaturas Clássicas em 2002 na Faculdade de Letras da Universidade de Lisboa. Profissionalizou-se como docente em 2004, tendo leccionado na Escola Secundária de Gama Barros (Agrupamento de Escolas D. Maria II, Sintra) e no Agrupamento de Escolas Conde de Oeiras (Oeiras). Fez estudos pós-graduados em Ciências Documentais, opção Arquivo, na Universidade de Lisboa (2007) e em Gestão e Administração Pública, na Universidade Autónoma de Lisboa (2011).
Em 2009, iniciou a carreira de Técnico Superior na Direção Regional do Orçamento e Contabilidade (Secretaria Regional do Plano e Finanças, Governo Regional da Madeira), onde realizou intervenções no sistema de informação de arquivo desta entidade, em interface com o Arquivo Regional da Madeira. Entre as principais intervenções, refira-se o tratamento arquivístico em fundos documentais como João Caldeira Leal e Cia. Lda (empresa de casa de bordados), Secretaria da Junta Geral do Distrito Autónomo do Funchal, Gabinete do Secretário da Vice-Presidência e Coordenação Económica e dos Gabinetes dos Secretários Regionais das extintas Secretarias Regionais do Plano, do Comércio e Transportes e da Coordenação Económica e das Direções Regionais do Orçamento e Contabilidade e do Tesouro. Da experiência obtida na organização, representação e avaliação da informação arquivística, prestou provas de mestrado em Ciências da Documentação e Informação na Universidade de Lisboa, em 2015, sob orientação de Doutor Carlos Guardado da Silva e de António Gil Matos. É doutorado em Ciência da Informação pela Universidade de Coimbra sob a orientação de Professora Doutora Maria Cristina Vieira de Freitas (Universidade de Coimbra) e co-orientação de Professor Doutor Carlos Guardado da Silva (Universidade de Lisboa) com a tese Identificação e reunificação de fundos madeirenses dispersos entre o Arquivo Regional e Biblioteca Pública da Madeira e o Arquivo Nacional da Torre do Tombo.
Em 2016, foi nomeado membro para a Comissão de Governança da Modernização Administrativa do Governo Regional da Madeira, exercendo como coordenador técnico para a estruturação dos ativos de informação do Programa APR 2.0.
É membro do Conselho Internacional de Arquivos, colaborador da Associação Portuguesa de Bibliotecários, Arquivistas e Documentalistas, consultor pro bono da InterPARES Trust (University of British Columbia) e foi investigador do Núcleo de Humanidades Digitais do Centro de Estudos Interdisciplinares do Século XX (CEIS20) da Universidade de Coimbra. É investigador integrado do Grupo Information Science do Centro de Estudos Clássicos da Faculdade de Letras da Universidade de Lisboa.
É membro do Grupo de Peritos para o Património Arquivístico Partilhado do Conselho Internacional de Arquivos e do GERIBEAU-ALA Grupo de Peritos Rede Ibero-Americana de Ensino Universitário em Arquivo da Asociación Latinoamericana de Archivos.
É docente convidado pela Universidade Autónoma de Lisboa no curso de Pós-graduação Promoção e Dinamização Cultural e Educativa de Arquivos e Bibliotecas.

## Prémios e distinções
Em julho de 2003, venceu o 1º prémio da Fundação Berardo, destinado a premiar os melhores trabalhos de curso entre os bolseiros apoiados pela Fundação, com o trabalho de pesquisa em torno do tema "Escritoras madeirenses do século XIX". Além do troféu, o prémio incluiu um valor monetário de 2500 €.
Em 2017, ganhou a bolsa de mérito para o 3º ciclo da Faculdade de Letras da Universidade de Coimbra, com o doutoramento em Ciências da Informação.
Em outubro de 2019, venceu ex-aequo a 5ª edição do "Prémio Municipal Maria Aurora", que galardoa anualmente o melhor trabalho no âmbito da temática da Igualdade de Género, com a obra "Dicionário (Incompleto) de Escritoras Madeirenses e de Textos de autoria Feminina".
Em 2023 em Toluca (México), venceu o prémio de melhor artigo científico publicado em revista da especialidade pela Asociación Latinoamericana de Archivos.
Em 2025, venceu o prémio ALA 2024 pelo livro Arquivos Deslocados: Arquipélago da Madeira (2022), atribuído pela Asociación Latinoamericana de Archivos.

## Principais publicações

### Monografias
- Silva, C.G. da et al. (eds) (2023) Os profissionais de informação nos arquivos municipais em Portugal: identificação e caraterização. Centro de Estudos Clássicos, Faculdade de Letras, Universidade de Lisboa & Edições Colibri, em parceria com a BAD – Associação Portuguesa de Bibliotecários, Arquivistas, Profissionais da Informação e Documentação. Available at: https://doi.org/10.51427/10451/57698.
- Arquivos Deslocados: Arquipélago da Madeira. Lisboa: Colibri, 2022. Colecção Ciência da Informação n.º 20. ISBN 9789895662890 (Prémio ALA 2024).
- Identificação e reunificação dos fundos madeirenses dispersos entre o Arquivo Regional e Biblioteca Pública da Madeira e o Arquivo Nacional Torre do Tombo. Tese de doutoramento. Coimbra: Universidade de Coimbra, 2022. Acessível via URL: http://hdl.handle.net/10316/100333.
- Políticas de avaliação de informação no sistema arquivístico da Região Autónoma da Madeira: análise de conteúdo às portarias de gestão de documentos (2004-2014). Dissertação de mestrado. Lisboa: Universidade de Lisboa, 2015. Acessível via URL: http://repositorio.ul.pt/handle/10451/22991.
- Da Voz à Pluma: Escritoras e património documental de autoria feminina de Madeira, Açores, Canárias e Cabo Verde: guia biobibliográfico. [Ribeira Brava: Ed. de Autor, 2013]. ISBN 978-989-98465-4-8. Acessível via URL: http://hdl.handle.net/10316/44055.
- Coleção de correspondência oficial de João Cabral do Nascimento, Diretor do Arquivo Distrital do Funchal. [Ribeira Brava: Ed. de Autor, 2012]. Obtido via URL: http://eprints.rclis.org/20911.

### Artigos, capítulo de livro e comunicações
- 'Proveniência' na terminografia arquivística de língua portuguesa: prospeção e visualização de (dis) similaridades em termos e definições. Revista Ibero-Americana de Ciência da Informação, 11:2 (2018), 388-409. doi:10.26512/rici.v11.n2.2018.8334.
- Classificação da informação arquivística segundo métodos filomeméticos: metadados como unidades fenotípicas?(poster). In Tendências Atuais e Perspetivas Futuras em Organização do Conhecimento: atas do III Congresso ISKO Espanha e Portugal - XIII Congresso ISKO Espanha (pp. 1181–1196). Coimbra: Universidade de Coimbra. Centro de Estudos Interdisciplinares do Século XX - CEIS20. Acessível via URL: https://purl.org/sci/atas/isko2017.
- Repatriação dos arquivos ou reunificação virtual? O caso dos fundos conventuais madeirenses dispersos entre o ANTT e o ABM (Q56604671). In A Ciência Aberta: o Contributo da Ciência da Informação: atas do VIII Encontro Ibérico EDICIC (pp. 1325–1344). Coimbra: Universidade de Coimbra. Centro de Estudos Interdisciplinares do Século XX - CEIS20. Retrieved from https://purl.org/sci/atas/edicic2017.
- Macedo, L.S.A. de (2019) ‘arquivos’, Madeira Global: Grande Dicionário Enciclopédico da Madeira. Funchal: Theya.
- (com Carlos Guardado da Silva e Maria Cristina Vieira de Freitas) (2022) ‘Below the Nation State: Power Asymmetry and Jurisdictional Boundaries around the Archives of Madeira Archipelago’, in J. Lowry (ed.) Contested Archival Heritage. London: Routledge, pp. 137–170. https://doi.org/10.4324/9781003057765-9
- (com Carlos Guardado da Silva e Maria Cristina Vieira de Freitas) (2022) ‘Information Representation in Displaced Archives: A Meta-Synthesis’, Knowledge Organization, 49(5), pp. 329–351. Available at: https://doi.org/10.5771/0943-7444-2022-5.